# Avi Chai Foundation
A Avi Chai Foundation é uma fundação privada doada em 1984 por Zalman Bernstein, um famoso conhecido investidor de sucesso e fundador do Sanford Bernstein.  Zalman Bernstein tornou de um baal teshuva para um ortodoxo moderno (um regresso a observância ortodoxa) a quem desejou promover a causa de ajudar os necessitados aos judeus alienados e assimilados no mundo inteiro. Avi Chai alocou recursos nos Estados Unidos e em Israel. Até 2003, Avi Chai operou na Rússia e outros países ex-membros da União Soviética.
A fundação está preparando para usar sua dotação restante em 2020. A partir de 2010 a dotação tinha um valor de $600 milhões.

## Conselho
O Conselho da Avi Chai incluí:
- Mem D. Bernstein, Presidente do Conselho[3]
- Arthur W. Fried
- Samuel "Buddy" Silberman (Membro emérito do conselho)
- Dr. Meir Buzaglo
- Lauren K. Merkin
- Henry Taub (Membro emérito do conselho)
- Dr. Avital Darmon
- George Rohr
- Dr. Ruth R. Wisse
- Alan R. Feld,  Senior Managing Director of Sanford Bernstein’s private client business.[4]
- Lief D. Rosenblatt